# Welshpool

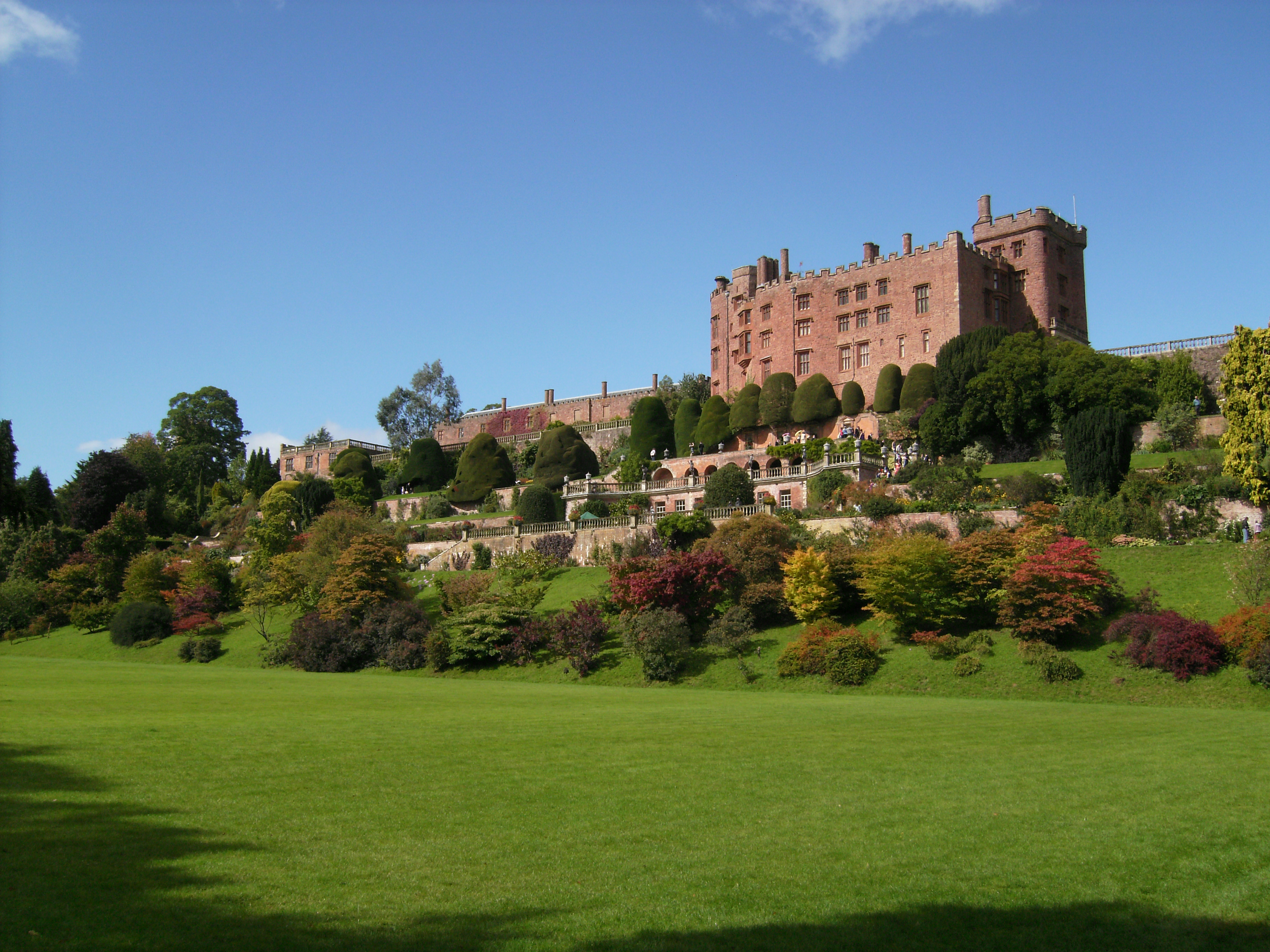
Il Powis Castle, nei dintorni di Welshpool

Welshpool (un tempo: Poole; in gallese: Y Trallwng; 6.300 ab. circa) è una cittadina del Galles centro-orientale, appartenente alla contea di Powys e situata lungo il corso del fiume Severn, al "confine" con l'Inghilterra.

## Geografia fisica

### Collocazione
Welshpool dista solamente 4 miglia dal "confine" con l'Inghilterra e si trova a circa 35 km ad ovest della città inglese di Shrewsbury (Shropshire), a sud di Llangollen e a nord-est di Newtown e Montgomery.

## Società

### Evoluzione demografica
Al censimento dell'ottobre 2001, Welshpool contava una popolazione di 6.269 abitanti.

## Etimologia
Il nome in gallese della località, Y Trallwng, significa letteralmente "terreno paludoso, acquitrinoso".
In inglese, la città era invece nota un tempo come Poole, nome poi cambiato in Welshpool per distinguerla dalla città di Poole, nel Dorset.

## Edifici e luoghi d'interesse
Nei dintorni della città, si trova il Powis Castle ("Castello del Powis/Powys"), castello costruito alla fine del XII secolo dai principi di Powys, trasformato in residenza in epoca Tudor e Stuart ed abbellito con giardini all'italiana tra il 1688 e il 1722.
Altre attrattive turistiche sono il Powysland Museum, un museo sulla storia e la cultura locale aperto nel 1874, e la Welshpool and Llanfair Light Railway, ferrovia nata nel 1903 per collegare Welshpool con il villaggio di Llanfair Caereinion.

## Galleria d'immagini

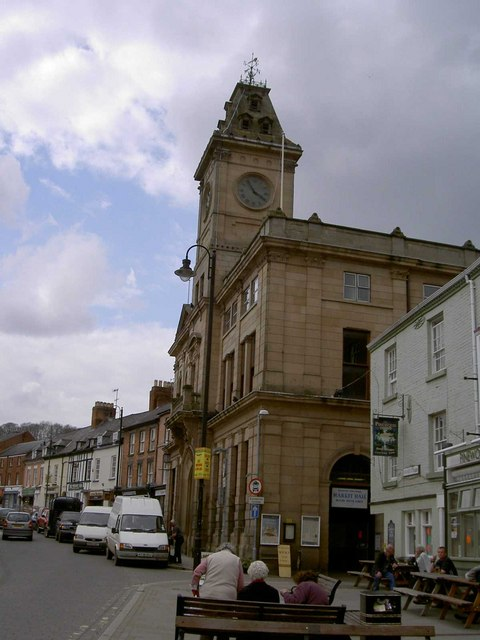
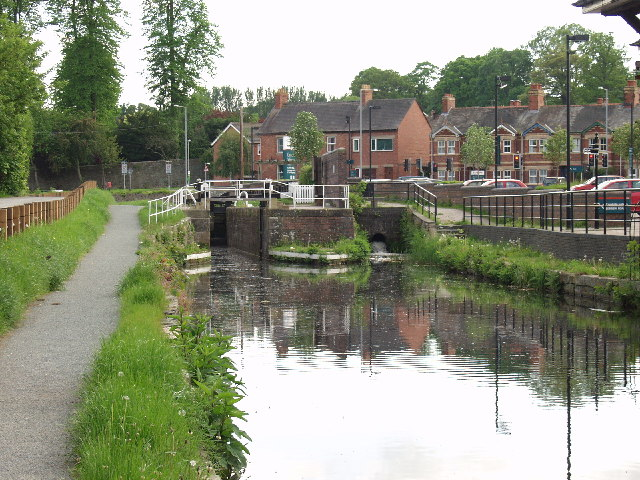
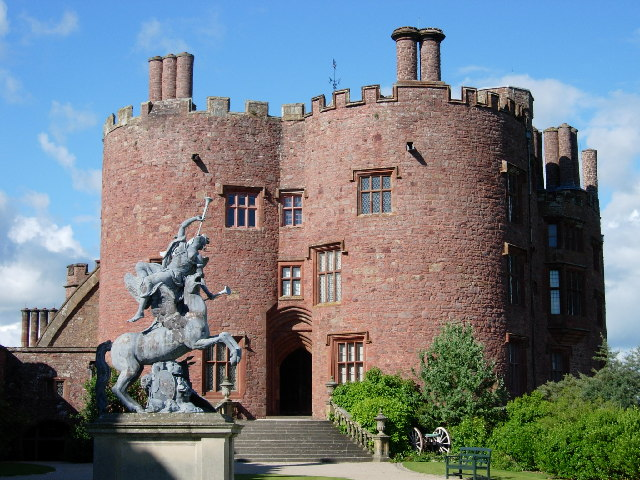
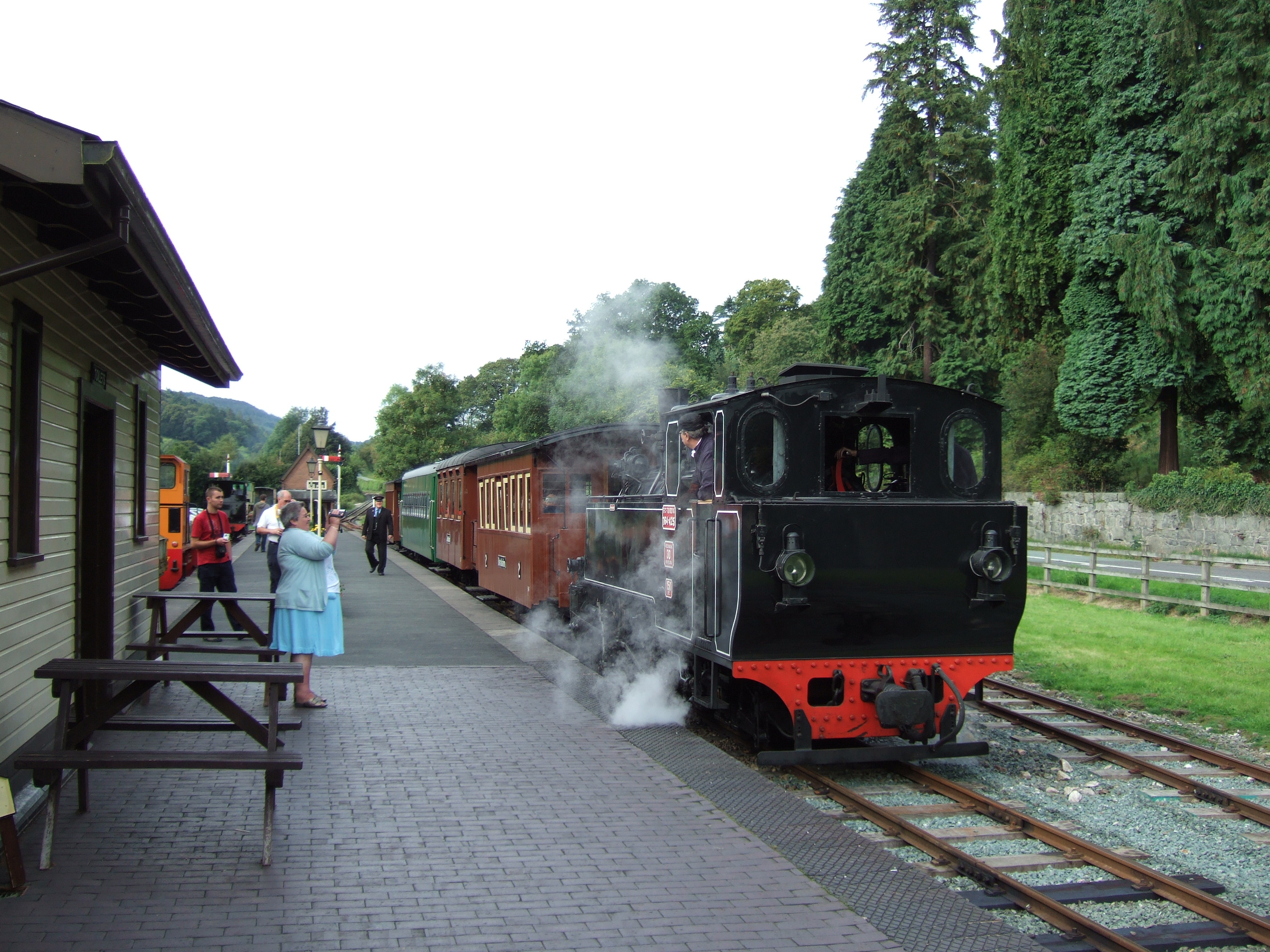